# إسحاق إلياس (رسام)
إسحاق إلياس هو رسام هولندي، ولد في 1590، وتوفي في 1630.